# Geräte- und Maschinenlärmschutzverordnung
Mit der Geräte- und Maschinenlärmschutzverordnung (32. BImSchV) wurde die Richtlinie 2000/14/EG des Europäischen Parlaments und des Rates vom 8. Mai 2000 zur Angleichung der Rechtsvorschriften der Mitgliedstaaten über umweltbelastende Geräuschemissionen von zur Verwendung im Freien vorgesehenen Geräten und Maschinen in deutsches Recht umgesetzt. Sie wurde als Artikel 1 der Verordnung der Einführung der Geräte- und Maschinenlärmschutzverordnung erlassen und löste die bisherige Rasenmäherlärmverordnung (8. BImSchV), die Baumaschinenlärm-Verordnung (15. BImSchV) und weitere Regelungen ab.
Die 32. BImSchV regelt die Betriebsmöglichkeiten von 57 im Anhang der Verordnung genannten Geräten im Freien und die damit verbundenen umweltbelastenden Geräuschemissionen. Die 57 unterschiedlichen Geräte- und Maschinenarten, von Baumaschinen bis zu Gartengeräten, des Anhangs sind nochmals im Anhang I der korrespondierenden Richtlinie 2000/14/EG definiert.
Neben der Geräte- und Maschinenlärmschutzverordnung gelten außerdem die Lärm- und Vibrations-Arbeitsschutzverordnung und die Maschinenverordnung.

## Betriebszeiten
§ 7 regelt die Betriebszeiten „in reinen, allgemeinen und besonderen Wohngebieten, Kleinsiedlungsgebieten, Sondergebieten, die der Erholung dienen […] sowie auf dem Gelände von Krankenhäusern und Pflegeanstalten“.
1) Geräte und Maschinen nach dem Anhang mit Nr. 01 bis 57
dürfen an Sonn- und Feiertagen ganztägig sowie
an Werktagen in der Zeit von 20.00 bis 07.00 Uhr nicht betrieben werden.
2) durchdringend laute Geräte und Maschinen nach dem Anhang mit
Nr. 02 (Freischneider mit Verbrennungsmotor),
Nr. 24 (Grastrimmer/Graskantenschneider mit Verbrennungsmotor),
Nr. 34, 35 (Laubbläser/Laubsammler, motorbetrieben),
dürfen abweichend an Werktagen von 17.00 bis 09.00 Uhr und von 13.00 bis 15.00 Uhr nicht betrieben werden,
sofern sie nicht mit dem Umweltzeichen nach Artikel 8 der Verordnung 1980/2000/EG gekennzeichnet sind. Derzeit gibt es keine Kriterien für ein EU-Umweltzeichen für diese Geräte und Maschinen (Stand: August 2017).

## Schallleistungspegel
§ 3 regelt die Obergrenzen der Schallleistungspegel (maximalen Schallemissionen in dB(A)) der 57 Gerätetypen. Die vom Hersteller garantierten Grenzwerte finden sich in Art. 12 der Richtlinie 2000/14/EG. Zehn dBA-Einheiten bedeuten eine Verzehnfachung des Schalldrucks.